# Pranas Mažeika (Politiker)
Pranas Mažeika  ist ein ehemaliger litauischer Politiker und Vizeminister. 

## Leben
Am 18. April 1990 ernannte die litauische Premierministerin Kazimira Prunskienė Mažeika zum ersten Stellvertreter des Ministers für Materialressourcen im Kabinett Prunskienė, Romualdas Kozyrovičius. Bis zum 24. Februar 1992 war er Stellvertreter des Ministers für Handel und Materialressourcen im Kabinett Vagnorius I, Vilius Židonis. Der litauische Premierminister Gediminas Vagnorius entlastete ihn im Zusammenhang mit der Reduzierung der Anzahl von Mitarbeitern des Ministeriums.